# Dominik Bammer
Dominik Bammer (* 18. Jänner 1990 in Linz) ist ein ehemaliger österreichischer Handballspieler.

## Karriere
Der gebürtige Linzer begann in seiner Jugend bei der SG Linz/Neue Heimat Handball zu spielen. In der Saison 2009/10 wechselte er zu HIT Innsbruck und feierte sein Debüt in der Handball Liga Austria. Gleich in seiner ersten Spielzeit bei den Tirolern hatte er die Gelegenheit, sich im EHF Challenge Cup zu beweisen, dabei konnte er drei Tore gegen Bologna United erzielen. Nachdem Bammer 2011/12 gegen den Alpla HC Hard den Vizemeister-Titel erreicht hatte, war er in der darauffolgenden Saison zum ersten Mal in seiner Karriere zur Teilnahme am EHF Cup berechtigt. Nachdem im Sommer 2013 HIT Innsbruck und das ULZ Schwaz eine Zusammenarbeit starteten und damit nur noch eine Mannschaft in der HLA stellten wurde er in diese transferiert, daher lief er ab diesem Jahr für Sparkasse Schwaz Handball Tirol auf. In dieser Saison wurde er zum ersten Mal in die Handballnationalmannschaft einberufen und stand im Kader für die Handball-Europameisterschaft 2014. Bereits nach einem Jahr als Teil des neu formierten Teams wechselte er zu Bregenz Handball. 2018 beendete Bammer seine Karriere.

## HLA-Bilanz
| Saison    | Verein           | Spielklasse | Tore | 7-Meter      | Feldtore |
| --------- | ---------------- | ----------- | ---- | ------------ | -------- |
| 2009/10   | HIT Innsbruck    | HLA         | 13   | 12/13        | 1        |
| 2010/11   | HIT Innsbruck    | HLA         | 20   | 2/4          | 18       |
| 2011/12   | HIT Innsbruck    | HLA         | 21   | 0/0          | 21       |
| 2012/13   | HIT Innsbruck    | HLA         | 42   | 0/0          | 42       |
| 2013/14   | Handball Tirol   | HLA         | 36   | 0/0          | 36       |
| 2014/15   | Bregenz Handball | HLA         | 34   | 1/1          | 33       |
| 2015/16   | Bregenz Handball | HLA         | 60   | 0/0          | 60       |
| 2016/17   | Bregenz Handball | HLA         | 75   | 0/0          | 75       |
| 2017/18   | Bregenz Handball | HLA         | 80   | 0/0          | 80       |
| 2009–2018 | gesamt           | HLA         | 381  | 15/18 (83 %) | 366      |

## Erfolge
- 1 × Österreichischer Vizemeister (mit HIT Innsbruck)